# Ryder Matos
Ryder Matos Santos Pinto, né le 27 février 1993 à Seabra, est un footballeur brésilo-italien. Il évolue au poste d'ailier ou d'attaquant pour le club de l'Empoli FC, où il est prêté par l'Udinese Calcio.

## Carrière
Ryder Matos est repéré par la Fiorentina à l'âge de quinze ans, alors qu'il joue à l'ES Vitória. Après avoir rejoint le club italien en 2009, il est prêté à l'ES Bahia en juin 2012. Initialement recruté pour jouer dans les équipes de jeunes, il fait ses débuts professionnels le 8 août 2012 contre Portuguesa. Il marque son premier but avec le club brésilien le 2 juin 2013 contre l'Internacional.
Il fait son retour en Italie durant l'été 2013, et joue ses premières minutes avec la Fiorentina en Ligue Europa contre Paços de Ferreira, en remplaçant Joaquín. Il est de nouveau prêté pour une saison en juillet 2014, au Córdoba CF. Très peu utilisé par son entraîneur Miroslav Đukić, il quitte le club espagnol et s'engage en prêt pour six mois à Palmeiras en janvier. Après un nouveau prêt de six mois à Carpi, il est transféré à l'Udinese à la fin du mois de janvier 2016.

## Statistiques
| Saison                | Club                  | Championnat           | Championnat | Championnat | Coupe(s) nationale(s) | Coupe(s) nationale(s) | Compétition(s) continentale(s) | Compétition(s) continentale(s) | Compétition(s) continentale(s) | Total | Total |
| Saison                | Club                  | Division              | M.          | B.          | M.                    | B.                    | Comp.                          | M.                             | B.                             | M.    | B.    |
| 2012                  | ES Bahia (prêt)       | Serie A               | 1           | 0           | 0                     | 0                     | -                              | -                              | -                              | 1     | 0     |
| 2013                  | ES Bahia (prêt)       | Serie A               | 5           | 1           | 1                     | 0                     | -                              | -                              | -                              | 6     | 1     |
| 2013-2014             | AC Fiorentina         | Serie A               | 23          | 0           | 4                     | 0                     | C3                             | 8                              | 3                              | 35    | 3     |
| 2014-2015             | Córdoba CF (prêt)     | Liga BBVA             | 3           | 0           | 1                     | 0                     | -                              | -                              | -                              | 4     | 0     |
| 2015                  | SE Palmeiras (prêt)   | Serie A               | 0           | 0           | 2                     | 0                     | -                              | -                              | -                              | 2     | 0     |
| 2015-2016             | Carpi FC (prêt)       | Serie A               | 15          | 2           | 3                     | 3                     | -                              | -                              | -                              | 18    | 5     |
| Sous-total            | Sous-total            | Sous-total            | 47          | 3           | 11                    | 3                     | -                              | 8                              | 3                              | 66    | 9     |
| 2015-2016             | Udinese Calcio        | Serie A               | 11          | 0           | 0                     | 0                     | -                              | -                              | -                              | 11    | 0     |
| Sous-total            | Sous-total            | Sous-total            | 11          | 0           | 0                     | 0                     | -                              | -                              | -                              | 11    | 0     |
| Total sur la carrière | Total sur la carrière | Total sur la carrière | 58          | 3           | 11                    | 3                     | -                              | 8                              | 3                              | 77    | 9     |

## Palmarès
Avec Palmeiras, il remporte la coupe du Brésil en 2015.